# Daewoo Lacetti
Daewoo Lacetti este un automobil compact, fabricat de producătorul din Coreea de Sud, GM Daewoo. Este disponibil în variantele sedan și hatchback cu patru uși, respectiv break cu cinci uși.
Variantele sedan și break sunt proiectate de către Pininfarina, fiind lansate în anul 2002. Hatchback-ul, proiectat de către Giorgetto Giugiaro, și cunoscut sub numele de Lacetti-5 în Coreea, a fost prima dată comercializat începând cu vara anului 2003. O a doua generație, cu o schimbare a aspectului exterior, a fost lansată în 2006 și a constat în restilizări ale grilei frontale (înlocuirea grilei și aripilor față ale versiunii sedan cu cele ale versiunii hatchback, semnalizări în faruri și alte detalii minore).
Daewoo Lacetti s-a comercializat în România sub numele de Chevrolet Lacetti, în 4 motorizări:
3 motorizări benzină: 
- 1.4 (1398 cmc);

- 1.6 (1598 cmc);

- 1.8 (1796/1798 cmc) T18SED (GM Daewoo, turnat în fontă) și respectiv F18DE (GM Holden, turnat în DurAl);

Precum și o motorizare diesel: 2.0 TDCI (VM Motori).
Versiunile 1.6, 1.8 și 2.0 au beneficiat și de transmisii automate hidramate, controlate electronic: 1.6 - de tip AISIN, cu 4 trepte, 1.8 - de tip ZF 4HP16, cu 4 trepte, iar 2.0 tip ZF, cu 5 trepte.
Toate modelele se bazează pe modelul Opel Vectra B, diferind anumite motoare (cel diesel), precum și aspectul general interior și exterior al caroseriei.
În România, toate modelele au fost primite bine, de cel mai mare succes bucurându-se modelele 1.6 și 2.0. Modelul 1.4 a fost considerat ca submotorizat iar cel de 1.8 a fost apreciat cam gurmand, mai ales modelul T18SED, care obținea consumuri și de 16 litri/100 km în orașele românești. Modelul hatchback a declanșat o oarecare emulație, existând foarte mulți fani ai modelului, întocmai ca la Volkswagen Golf IV, fiind o mașină extrem de rezonabilă pentru prețul, performanțele și costurile sale, singurele nemulțumiri ale posesorilor fiind de natura consumului, a elementelor aftermarket și a greutății excesive a mașinii, lucruri de altfel nesemnificative.
Mașina, ca de altfel toate modelele Daewoo, s-a pretat deosebit convertirii la GPL, obținând randamente superioare și o satisfacție general pozitivă a posesorilor.